# Virola (objeto)

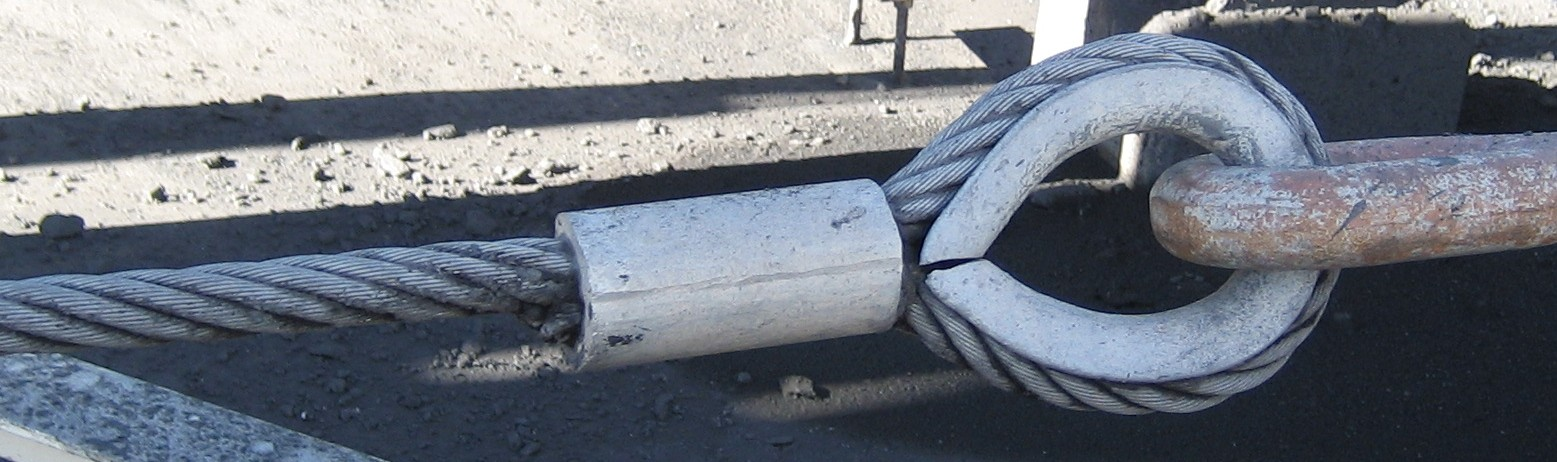
Um cabo de aço terminado com uma virola (esquerda) e um dedal (direita)

Uma virola (uma variação do latim viriola "pequena pulseira", sob a influência de ferrum "ferro") é qualquer um dos vários tipos de objetos, geralmente usados para fixação, união, vedação ou reforço. Eles geralmente são anéis circulares estreitos feitos de metal ou, menos comumente, de plástico. As virolas também são muitas vezes referidas como ilhós.